# Distretto dei Monti Garo Occidentali
Il distretto dei Monti Garo Occidentali è un distretto dello stato del Meghalaya, in India. Il suo capoluogo è Tura.